# 詹弗兰科·潘多尔菲尼
詹弗兰科·潘多尔菲尼（義大利語：Gianfranco Pandolfini，1920年9月16日—1997年1月3日），意大利男子水球运动员。他曾代表意大利参加1948年夏季奥林匹克运动会水球比赛，获得金牌。

## 家庭
哥哥图利奥·潘多尔菲尼。